# Hylonympha macrocerca
Hylonympha macrocerca е вид птица от семейство Колиброви (Trochilidae), единствен представител на род Hylonympha. Видът е застрашен от изчезване.

## Разпространение
Видът е разпространен във Венецуела.